# 新加坡总统奖学金
新加坡总统奖学金是新加坡最高荣誉的学术奖学金。每年奖学金得奖人除了展示了在剑桥高级水准考试（G.C.E "A" Level Exam）和课外活动优秀能力外，必需具备出众的领导能力。新加坡总统奖学金候选人必需通过选拔委员会的面试。选拔委员会的成员包括公共服务总长，大学校长和公共服务高级成员。迄今，从新加坡1965年開国到现在有超过200位总统奖学金得奖人，他们之中包括李显龙、李显扬、李玮玲、何晶、吴作栋、杨荣文、张志贤、林勋强、马宝山、維文等等。
新加坡总统奖学金的前身是殖民地時期的女王奖学金。